# Saint-François-Longchamp
Saint-François-Longchamp – miejscowość i gmina we Francji, w regionie Owernia-Rodan-Alpy, w departamencie Sabaudia. W 2013 roku populacja gminy wynosiła 245 mieszkańców. 
1 stycznia 2017 roku połączono 3 wcześniejsze gminy: Montaimont, Montgellafrey oraz Saint-François-Longchamp. Siedzibą nowej gminy została miejscowość Saint-François-Longchamp, a gmina przyjęła jej nazwę. 
W Saint-François-Longchamp, 2 marca 2012 roku, zeszła lawina, która uszkodziła wyciąg narciarski. Nikt nie zginął, jednak około 70 osób zostało uwięzionych na wyciągu. Ewakuacja tych osób trwała dwie godziny. 